# Carlos Imaz Gispert
Carlos Ímaz Gispert (Ciudad de México, 18 de marzo de 1959) es un político, académico y activista mexicano, miembro fundador del Partido de la Revolución Democrática. Fue jefe delegacional de Tlalpan de 2003 a 2004.

## Biografía
Carlos Imaz nació en la Ciudad de México el 18 de marzo de 1959. Es el segundo hijo del matrimonio conformado por el matemático mexicano Carlos Ímaz Jahnke y la investigadora etnobotánica Montserrat Gispert Cruells, y es nieto del filósofo español Eugenio Ímaz Echeverría. Se graduó como licenciado en Sociología por la Facultad de Ciencias Políticas y Sociales de la UNAM en 1985 (cédula profesional 991615) y obtuvo el título de Doctor en Educación por la Universidad de Stanford. Desde 1984, es profesor en la Universidad Nacional Autónoma de México.
En 1986, inició una relación con Claudia Sheinbaum, la cual mantuvo desde 1987 hasta 2016.

## Organizaciones estudiantiles

### Consejo Estudiantil Universitario “CEU” 1987
Se hizo conocido en la actividad política mientras estudiaba la maestría, al convertirse en uno de los líderes estudiantiles en 1986–1987 en la misma UNAM, del llamado Consejo Estudiantil Universitario (CEU). Junto a Imanol Ordorika, Antonio Santos, Guadalupe Carrasco y muchos otros universitarios encabezaron una protesta masiva contra el entonces rector Jorge Carpizo MacGregor y su intención de introducir varias reformas al interior de la UNAM, que entre otras cosas pretendía aumentar las cuotas económicas de inscripción, homogeneizar todas las formas de evaluación y reducir el tiempo de permanencia de los estudiantes. Después de un intenso debate público (Diálogo público) transmitido en vivo por radio UNAM y masivas manifestaciones en las calles de la Ciudad de México, el CEU propuso la celebración de un Congreso Universitario para impulsar una Reforma Universitaria incluyente y consensuada por toda la comunidad universitaria, ante la negativa de la autoridad universitaria, el CEU declaró, a finales de enero de 1987 la huelga general universitaria hasta que, 17 días después, el rector Carpizo derogó sus reformas y aceptó realizar el Congreso propuesto por los estudiantes.

### Consejo General de Huelga “CGH” 1999-2001
Al inicio de las sucesos y manifestaciones de los estudiantes de la UNAM, durante la primera marcha al zócalo, el 23 de abril de 1999, Carlos Ímaz, entonces dirigente del PRD en el Distrito Federal, observando la marcha a un costado del Palacio de Bellas Artes, declaró ‘’considero que la actual respuesta de los universitarios es más inteligente, creativa y más dispuesta a la lucha que la que encabezamos hace 13 años’’
En una amplia entrevista a mediados de enero de 2000 se pronunció a favor de la gratuidad de la UNAM y de los logros de los estudiantes al respecto de frenar las reformas neoliberales al reglamento general de pagos originalmente planteadas por el entonces rector Francisco Barnés de Castro, y se pronunció a favor del diálogo con el rector Juan Ramón de la Fuente
A diferencia de los años ochenta el paro universitario se prolongó por más de 10 meses, fueron largas las negociaciones entre los mismos estudiantes y se crearon diferentes posturas al interior del Consejo General de Huelga CGH, como “ultras” y “moderados”. A pesar de que al nacimiento del PRD uno de los nutrientes fundamentales fue el movimiento universitario del CEU, fortaleciendo el vínculo histórico de la izquierda con la universidad pública, en esta ocasión los lazos comenzaron a perder fuerza, una parte de la comunidad universitaria repudió todo apoyo u opinión pública de partidos y actores políticos.

## Carrera política

### Partido de la Revolución Democrática
Posterior al movimiento estudiantil de 1987, Ímaz continuó su actividad en organizaciones de izquierda, en 1989 fue miembro fundador del Partido de la Revolución Democrática.

### Jefe de PRD Ciudad de México
Desde 1999 y hasta 2002 fue presidente del PRD en el Distrito Federal. Como Jefe de partido en la Ciudad de México antes de las elecciones locales 2000-2006 durante el cuarto congreso estatal del partido afirmó:  “Que el Partido de la Revolución Democrática no toleraría acarreos ni compra de votos en el proceso de elección de candidato a la jefatura de Gobierno capitalino, que se llevaría a cabo”, por lo que exhortó a sus compañeros de partido de la capital del país a salir a las calles en busca y a la caza de mapaches, fueran de su partido o de cualquier otro.

## Jefe Delegacional de Tlalpan y escándalo político
En 2003 fue elegido candidato a Jefe Delegacional en Tlalpan, cargo que obtuvo y tomó posesión en 2003.
En marzo de 2004 a tan solo cinco meses de haber asumido el cargo de Jefe Delegacional en Tlalpan, comenzaron a salir a la luz pública una serie de vídeos llamados  videoescándalos, que implicaban a políticos y servidores públicos en el manejo de fuertes sumas de dinero:
El 1 de marzo el secretario de finanzas del Distrito Federal Gustavo Ponce jugando en un casino de Las Vegas.
El 3 de marzo al diputado local (PRD) y presidente de la comisión de gobierno de la asamblea legislativa del Distrito Federal René Bejarano recibiendo 45,000 dólares del empresario y contratista del gobierno del Distrito Federal Carlos Ahumada.
Tan solo a 48 horas posteriores de la publicación del video de René Bejarano, Carlos Ímaz entonces Jefe Delegacional en Tlalpan, se anticipó y declaró: “también yo..”,
El 5 de marzo en entrevista exclusiva con la periodista Carmen Aristegui, Ímaz dijo que el dinero recibido era para las brigadas cazamapaches. También reconoció aportaciones económicas de Carlos Ahumada para las campañas de Rosario Robles y para la precampaña de la propia cuando se postuló para ser jefe delegacional de Tlalpan.  Explicó que Carlos Ahumada era un chantajista y mercenario, ya que más adelante le solicitó  los puestos de dirección de obras y dirección de administración de la delegación a su cargo, petición a la cual Ímaz se negó tajantemente, enfriando entonces las relaciones con Rosario Robles. Ímaz también aseguró que todo era un plan orquestado para golpear al entonces jefe de gobierno del Distrito Federal Andrés Manuel López Obrador.
Bajo circunstancias semejantes a Bejarano, Carlos Ímaz fue videograbado recibiendo 350,000 pesos cuyo vídeo fue transmitido el 8 de marzo.
El 15 de marzo se separó del cargo público bajo licencia, para enfrentar los cargos.

### Proceso penal a delito electoral
Ímaz aseguró que el dinero recibido fue aportado a la campaña a la presidencia del PRD de Rosario Robles, incluso también aseguró que el dinero se aportó a las brigadas en defensa del voto perredista. En una entrevista con la Jornada, afirmó que recibió el dinero de Ahumada sin condiciones, pero que el contratista pretendió instalar a dos incondicionales en la administración a su cargo, a lo que él se negó.
El 24 de agosto de 2004 el Juez XI de lo Penal del Reclusorio Norte Carlos Morales declaró a Ímaz penalmente responsable de delito electoral, asegurando que la Procuraduría del Distrito Federal aportó las pruebas suficientes contra el exjefe Delegacional de Tlalpan.
El juez Morales lo sentenció a 3 años 6 meses de prisión, y suspensión de derechos políticos; sin embargo debido a la naturaleza electoral del delito, al no poder existir una cuantificación del mismo y ser un delito que no alcanza los 5 años de prisión, la pena se sustituyó por una multa de 100,000.00 pesos, independiente a los 13,095 pesos de sanción pecuniaria.  A diferencia de Bejarano, Carlos Ímaz no pisó la cárcel exhibió el dinero de la multa y se inconformó mediante el recurso de apelación a la sentencia. 
El 15 de diciembre de 2004,  Ímaz fue exonerado por tres magistrados de la cuarta sala penal del tribunal superior de justicia del Distrito Federal, ya que precisaron en su resolutivo que no existían pruebas para fincar una responsabilidad penal.
Por otra parte, gracias a las pruebas que aportó en el juzgado 32 coadyuvó de manera fundamental a la absolución de René Bejarano.

### Proceso contra Ahumada
En el caso del proceso contra Ahumada, Carlos Ímaz fue llamado como testigo, el 20 de marzo de 2004 Carlos Ahumada  trató de revertir la situación denunciando federalmente a Ímaz y Bejarano por el delito de extorsión, sustentando la denuncia en su propio testimonio y los testimonios de su socio, su secretaria y de Gustavo Ponce, Esta denuncia no progresó.

### Respuestas y pronunciamientos al interior del PRD
El 6 de marzo de 2004, Cuauhtémoc Cárdenas en el consejo nacional del PRD, se pronunció en contra de los actos de corrupción de los integrantes del partido. Al respecto de Carlos Ímaz, dijo que debería renunciar al cargo como delegado de Tlalpan.
El 8 de marzo de 2004, el pleno del comité ejecutivo nacional (CEN) del PRD con una decisión de antemano tomada determinó el inicio del procedimiento de suspensión de garantías, anticipando una posible expulsión del partido, misma que no ocurrió.
El 21 de abril de 2004, el entonces jefe de Gobierno del Distrito Federal, Andrés Manuel López Obrador, calificó como un acto reprochable y reprobable que René Bejarano Martínez haya recibido dinero del empresario Carlos Ahumada.
A diferencia de Rosario Robles, Carlos Ímaz se negó a renunciar a su partido.

## Vida política posterior al escándalo
A pesar de todos los tropiezos causados por el escándalo político, Carlos Ímaz ha mantenido fidelidad al partido y a López Obrador.
El 10 de agosto de 2006 reapareció en escena pública, participando en el plantón de Reforma contra el presunto fraude electoral y asistiendo a la ciudad de Monterrey, Nuevo León al recuento del quinto distrito electoral de votos presidenciales. Se auto-definió como un “militante de la fila” junto a 11 abogados y 17 personas más.
El 16 de septiembre de 2006 en el Zócalo durante la Convención Nacional Democrática fue propuesto como miembro del Comité de Resistencia Civil de Andrés Manuel López Obrador en contra del fraude electoral por ellos denunciado, ante el desacuerdo de algunos sectores de la Convención que gritaba «¡Ímaz no! ¡Ímaz No!»
A pesar de haber sido aprobado, Ímaz renunció al Comité afirmando que no se requiere de nombramientos para luchar por la democracia y la justicia y que seguiría luchando con la Convención al lado de Andrés Manuel López Obrador.